# La Caseta, Querétaro Arteaga
La Caseta är en ort i Mexiko.   Den ligger i kommunen San Juan del Río och delstaten Querétaro Arteaga, i den sydöstra delen av landet, 130 km nordväst om huvudstaden Mexico City. La Caseta ligger 2 219 meter över havet och antalet invånare är 192.
Terrängen runt La Caseta är platt söderut, men norrut är den kuperad. Runt La Caseta är det ganska tätbefolkat, med 86 invånare per kvadratkilometer. Närmaste större samhälle är San Juan del Río, 12,0 km nordväst om La Caseta. Trakten runt La Caseta består till största delen av jordbruksmark.